# Libro de los Epítomes

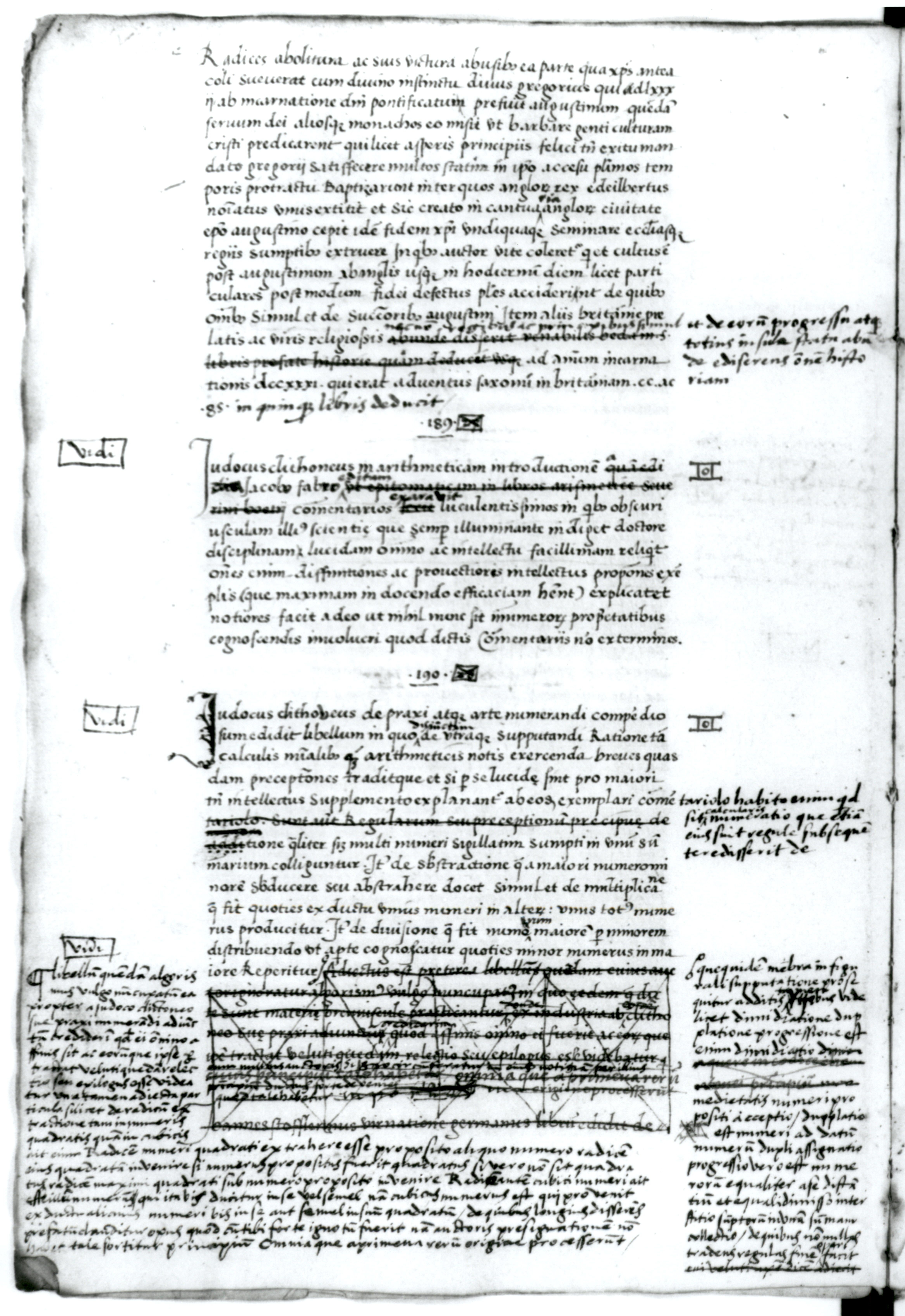
Página do Livro dos Epítomes com correções e notas nas margens

O Libro de los Epítomes (O Livro dos Epítomes) é um catálogo ou epítome de mais de 2,000 páginas da biblioteca de Fernando Colombo (Hernando Colón) de cerca de 15-20,000 livros, que ele juntou no começo do século 16 numa tentativa de criar uma biblioteca com todos os livros do mundo. O manuscrito é atualmente parte da Coleção Arne Magnusson.
Um catálogo similar da coleção de Colombo com 3,200 livros já era conhecido e foi publicado em 2004.

## Passado e bilioteca

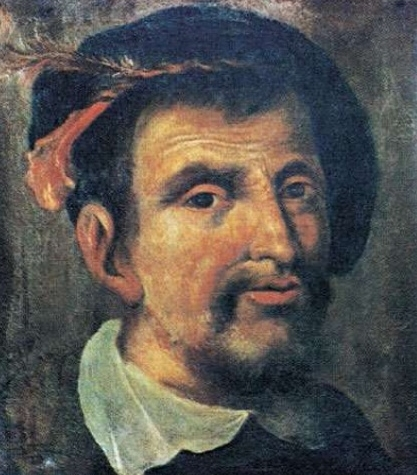
Fernando Colombo

Fernando Colombo (1488–1539) era um bibliografo e cosmógrafo espanhol, filho ilegitimo do explorador Cristovão Colombo. No começo do século 16, ele embarcou num projeto para criar uma biblioteca com todos os livros do mundo, juntando cerca de 15-20,000 livros em sua vida e criando a maior biblioteca de sua época. Ao contrário de outros colecionadores que procuravam manuscritos em Grego ou Latim, Colombro reconhecia a significância da impressão e priorizava livros impressões e efêmeros além de materiais populares, tais como baladas e jornais.
A coleção tem sido armazenada na Catedral de Sevilha desde 1552, mas apenas cerca de um quarto dos livros sobreviveram onde agoram formam a Biblioteca Columbina da Institución Colombina.

## Epítome
Para criar o Libro de los Epítomes, Colombo usou uma equipe de leitores e escritores para preparar um resumo de cada livro em sua biblioteca, variando desde algumas linhas para os trabalhos menores, até 30 páginas para trabalhos principais, tais como os escritos de Platão. Tem cerca de 2,000 resumos no livro. O catálogo, quando colado, tem cerca de 30 centímetros de grossura e cerca de 2,000 páginas.

## Redescoberta

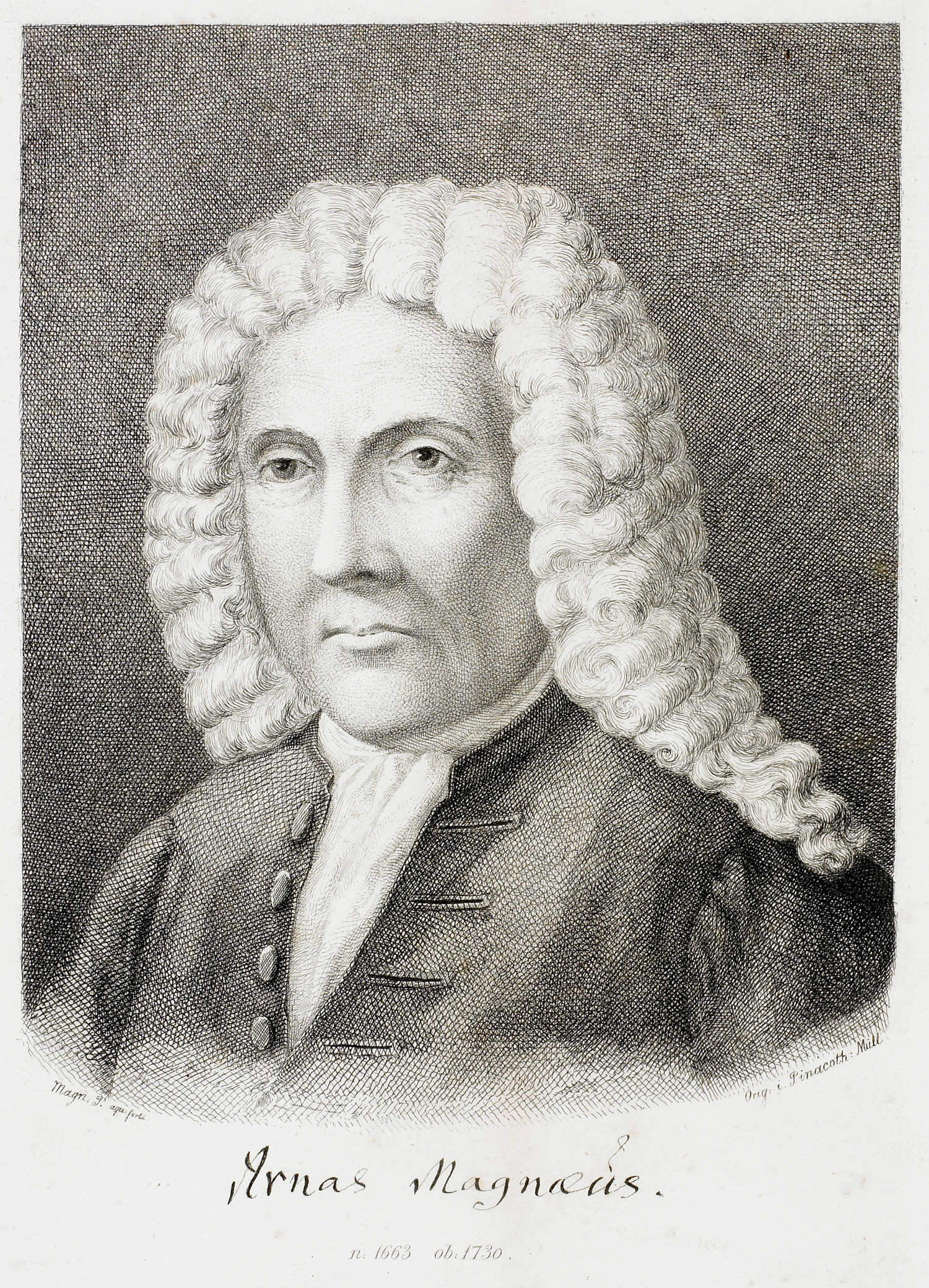
Árni Magnússon

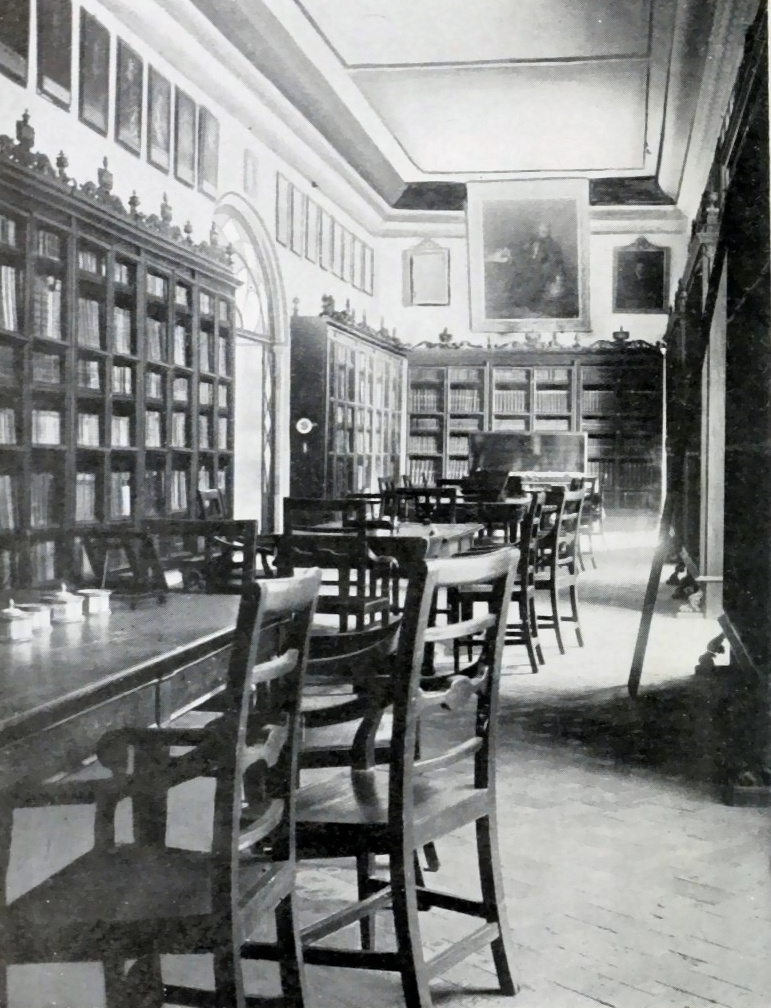
Biblioteca Colombina, 1913.

O catálogo foi redescoberto em 2013, depois de ter sido suposto perdido, já que sua última posição registrada era na Espanha na época da morte de Colombo. Foi encontrado na Coleção Arne Magnusson em Copenhague na coleção de Árni Magnússon (1663–1730), um estudioso islandês que deu seus livros para a Universidade de Copenhague por sua morte em 1730. A conexão com Colombo foi primeiro identificada por Guy Lazure da Universidade de Windsor no Canadá.
É pensado que ele foi ignorado por séculos, pois apenas 22 de milhares de itens da coleção estão em Espanhol, com os outros em Islandês ou Norueguês. É especulado que o volume chegou em Copenhague com a coleção de manuscritos trazida por Cornelius Lerche que era um enviado da corte Espanhola.

## Significância
De acordo com o acadêmico Edward Wilson-Lee da Universidade de Cambridgem autor da recente biografia de Colombo e da história de sua biblioteca, The Catalogue of Shipwrecked Books, "É uma descoberta de importância imensa, não apenas por conter tanta informação de como as pessoas liam 500 anos atrás, mas também por isso conter resumos de livros que já não existem, perdidos em qualquer outra forma além desses resumos".
Wilson-Lee e seu colega José María Pérez Fernández, da Universidade de Granada estão trabalhando num livro sobre a biblioteca de Colombo, o qual eles esperam publicar em 2020, e também há um projeto para digitalizar o catálogo.